# (4028) Pancratz
(4028) Pancratz est un astéroïde de la ceinture principale.

## Description
(4028) Pancratz est un astéroïde de la ceinture principale. Il fut découvert le 18 février 1982 à Socorro (Nouveau-Mexique) par Laurence G. Taff. Il présente une orbite caractérisée par un demi-grand axe de 2,55 UA, une excentricité de 0,15 et une inclinaison de 2,8° par rapport à l'écliptique.

## Compléments